# العلاقات الزيمبابوية الفنزويلية
العلاقات الزيمبابوية الفنزويلية هي العلاقات الثنائية التي تجمع بين زيمبابوي وفنزويلا.

## مقارنة بين البلدين
هذه مقارنة عامة ومرجعية للدولتين:
| وجه المقارنة                                              | زيمبابوي | فنزويلا                                  |
| --------------------------------------------------------- | --- | ---------------------------------------- |
| المساحة (كم2)                                             | 390.76 ألف | 916.45 ألف                               |
| عدد السكان (نسمة)                                         | 16.53 مليون | 28.87 مليون                              |
| الكثافة السكانية (ن./كم²)                                 | 42.3 | 31.5                                     |
| العاصمة                                                   | هراري | كاراكاس                                  |
| اللغة الرسمية                                             | لغة إنجليزية، اللغة الشونا، النديبيلية الشمالية ‏، لغة الشيشيوا، Barwe ‏، Kalanga language ‏، Tshwa language ‏، النداو ‏، اللغة التسونجا، لغة الإشارة الزيمبابوية ‏، اللغة السوتية، تونغا ‏، اللغة التسوانية، اللغة الفيندية، اللغة الكوسية | اللغة الإسبانية، لغة الإشارة الفنزويلية ‏ |
| العملة                                                    | دولار أمريكي | بوليفار فنزويلي                          |
| الناتج المحلي الإجمالي (بليون دولار)                      | 17.85 مليار | 482.36 مليار                             |
| الناتج المحلي الإجمالي (تعادل القوة الشرائية) بليون دولار | 27.88 مليار |                                          |
| الناتج المحلي الإجمالي الاسمي للفرد دولار أمريكي          | 924 |                                          |
| الناتج المحلي الإجمالي للفرد دولار أمريكي                 | 1.79 ألف |                                          |
| مؤشر التنمية البشرية                                      | 0.509 | 0.762                                    |
| رمز المكالمات الدولي                                      | +263 | +58                                      |
| رمز الإنترنت                                              | .zw | .ve                                      |
| المنطقة الزمنية                                           | ت ع م+02:00 | 00                                       |

## منظمات دولية مشتركة
يشترك البلدان في عضوية مجموعة من المنظمات الدولية، منها:
| علم المنظمة | اسم المنظمة                        | تاريخ انضمام زيمبابوي | تاريخ انضمام فنزويلا |
| ----------- | ---------------------------------- | --------------------- | -------------------- |
|             | الأمم المتحدة                      | 25 أغسطس 1980         | 15 نوفمبر 1945       |
|             | منظمة التجارة العالمية             | ?                     | ?                    |
|             | منظمة الشرطة الجنائية الدولية      | ?                     | ?                    |
|             | الاتحاد الدولي للاتصالات           | 10 فبراير 1981        | 13 أغسطس 1920        |
|             | البنك الدولي للإنشاء والتعمير      | 29 سبتمبر 1980        | 30 ديسمبر 1946       |
|             | الاتحاد البريدي العالمي            | ?                     | ?                    |
|             | منظمة حظر الأسلحة الكيميائية       | ?                     | ?                    |
|             | مؤسسة التمويل الدولية              | 29 سبتمبر 1980        | 28 ديسمبر 1956       |
|             | وكالة ضمان الاستثمار متعدد الأطراف | 10 أبريل 1992         | 9 مايو 1994          |
|             | يونسكو                             | 22 سبتمبر 1980        | 25 نوفمبر 1946       |

## وصلات خارجية
- موقع وزارة الخارجية الزيمبابوية
- موقع وزارة الخارجية الفنزويلية